# Florian Grill
Florian Grill, nacido el 14 de octubre de 1965 en París, es un ejecutivo de negocios y directivo del rugby union francés.
De 2017 a 2023, es presidente de la liga regional de rugby de Isla de Francia. El 14 de junio de 2023 fue elegido presidente de la Federación Francesa de Rugby. 

## Biografía
Nacido en París, jugó durante 12 años durante su juventud en el Paris Université Club en la posición de segunda linea hasta la categoría absoluta. Es, en particular, subcampeón de Francia y capitán del Reichel junior. Dejó de ejercer en mayores para dedicarse a sus estudios.
Graduado en la escuela de negocios HEC Paris en 1988, se implicó en la vida comunitaria siendo presidente del sindicato de estudiantes y uniéndose al equipo de rugby de la escuela como tercer central.
Después de obtener su diploma, se unió por un tiempo a los Estados Unidos, habiendo decidido hacer su servicio militar en VSNE (Volunteer in National Service Company). Allí juega rugby con el Manhattan Rugby Club.
En 1994 fundó con su amigo Olivier Delavoye la agencia de consultoría de marketing y medios CoSpirit Groupe. Desde su creación ha sido su presidente y director general.
También es copropietario del 'Château de l'Engarran, una reconocida propiedad vinícola ubicada en Lavérune, cerca de Montpellier. Su hermana Diane Losfelt está al frente de la finca y fue elegida enóloga del año por el Guide Hachette des Vins en 2021.
Cuando su hijo empezó a jugar al rugby, lo inscribió en el Athletic Club de Boulogne-Billancourt en lugar de en la PUC, pensando en empezar a remar en este club. Acompañando a su hijo, se convirtió en educador y luego directivo en la escuela de rugby ACBB. Presidente del club Boulogne-Billancourt Athletic desde 2009, está en primera línea de la lucha para salvar el club Boulogne-Billancourt tras la decisión del ayuntamiento de París de asignar el estadio Saut-du-Loup al Stade Français. Tras la decisión de la ACBB omnisports tomada el 1 de mayo de 2012 de imponer una caída de dos divisiones, dimitió junto con toda la junta directiva de la asociación de rugby. En esta época, se hace amigo de Pierre Camou, presidente de la Federación Francesa, y se une al comité de rugby de Île-de-France.
En noviembre de 2016, formó parte de la lista encabezada por Pierre Camou para incorporarse al comité directivo de la Federación Francesa de Rugby. Durante las elecciones del 3 de diciembre de 2016, la lista liderada por Bernard Laporte obtuvo el 52,6% de los votos, es decir, 29 escaños, frente al 35,28% de los votos de Pierre Camou (seis escaños) y el 12,16% de Alain Doucet (dos asientos). Florian Grill se une al comité directivo pero es Bernard Laporte quien es elegido presidente de la federación francesa de rugby.
Durante el comité ejecutivo del comité de rugby de Île-de-France del 27 de junio de 2017, fue elegido presidente del comité. En diciembre de 2017, fue candidato a asumir la presidencia de la nueva liga regional de rugby de Île-de-France, que sucederá al comité tras la reorganización territorial. Después de la primera votación electrónica descentralizada en la historia del rugby francés, la lista liderada por Florian Grill obtuvo el 66,2% de los votos, es decir, 34 escaños, frente al 33,8% de los votos de la de Jean-Loup Dujardin (6 escaños), apoyado por el presidente de la federación Bernard Laporte. Florian Grill se convierte así en el primer presidente de la Liga Regional de Île-de-France.
En 2019, participó en un grupo de trabajo para preparar la renovación del comité directivo de la Federación Francesa de Rugby en octubre de 2020. Este reúne a líderes del mundo amateur y ex internacionales como Serge Blanco, Jean-Claude Skrela, Fabien Pelous o Jean-Marc Lhermet. El 25 de junio de 2019, este grupo anunció que Florian Grill encabezará la lista de la oposición que se presentará contra el actual gobierno.
Al final de la votación, el 3 de octubre de 2020, su lista reunió el 48,53% de los votos frente a la de Bernard Laporte (51,47%). Florian Grill conserva su puesto en el comité directivo, pero es Bernard Laporte quien es reelegido presidente de la FFR. Luego anunció su candidatura a la reelección presidente de la liga de Île-de-France durante la asamblea general del 7 de noviembre de 2020. Su lista ganó las elecciones con el 90,76% de los votos y obtuvo 39 escaños de 40 en la dirección comité.
El 27 de enero de 2023, abandonó el comité directivo de la federación con todos los funcionarios electos de su lista, tras la dimisión del presidente Bernard Laporte y el llamamiento del Ministro de Deportes a la dimisión de todo el comité directivo para provocar una nueva general. elecciones. Sin embargo, sigue participando en el comité directivo sin voz deliberativa como presidente de una liga regional. Durante las elecciones parciales de mayo de 2023 para renovar a 12 miembros, se reincorporó al comité directivo con otros 11 miembros de la lista del Oval Ensemble.
El 14 de junio de 2023 fue elegido presidente de la Federación Francesa de Rugby con el 58% de los votos. Luego creó una oficina federal con siete miembros de su lista y cinco miembros de la mayoría existente. Esta distribución permite ilustrar los votos de los clubes dentro del organismo.